# Thomas Hurter

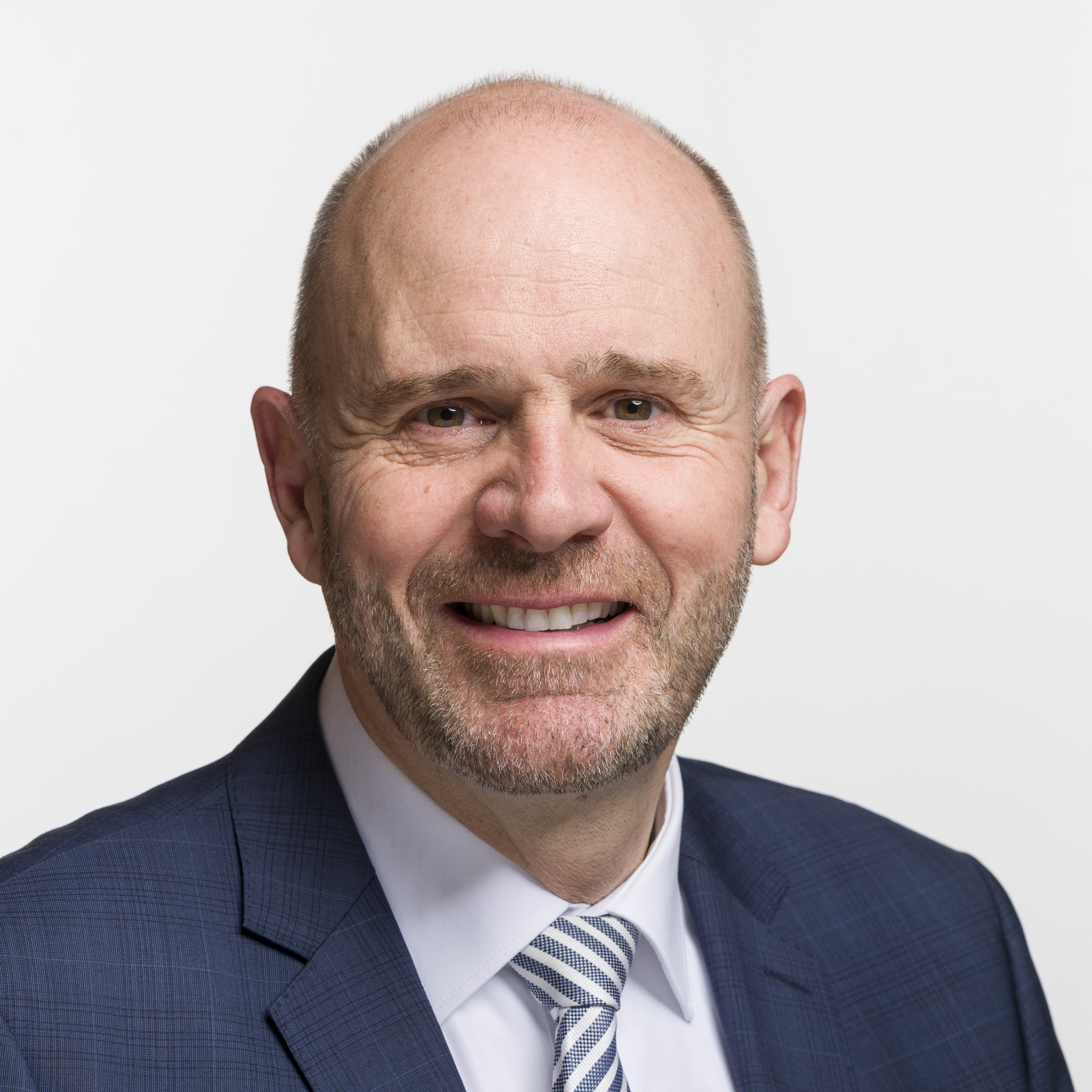
Thomas Hurter (2019)

Thomas August Hurter (* 1. November 1963 in Zürich; heimatberechtigt in Schaffhausen und Affoltern am Albis) ist ein Schweizer Politiker (SVP).

## Karriere
Hurter ist ehemaliger Berufsmilitärpilot, seit 1993 Linienpilot (Swissair/Swiss) und seit 2002 Inspektor der fliegerischen Berufseignungsabklärung SPHAIR. Er hat einen Master of Business Administration (MBA) der Heriot-Watt University in Edinburgh (2007). Seit September 2016 ist er Zentralpräsident des Automobil Clubs der Schweiz (ACS).
2003 wurde Hurter Stadtschulrat und war von 2005 bis 2016 Kantonsrat im Kanton Schaffhausen. Bei den Wahlen 2007 wurde er in den  Nationalrat gewählt. Seit 2007 ist er Mitglied der Sicherheitspolitischen Kommission (von 2013 bis 2015 Präsident) und seit 2011 Mitglied der Kommission für Verkehr und Fernmeldewesen sowie der Delegation der Bundesversammlung bei der Interparlamentarischen Union (von 2023 bis 2025 Präsident). Er ist zudem Präsident der Eidgenössischen Kommission für Weltraumfragen (EKWF) sowie Mitglied verschiedener Verwaltungsräte wie der argenius Risk Experts.

## Persönliches
Hurter ist seit 1994 mit Cornelia Stamm Hurter, Mitglied des Schaffhauser Regierungsrates, verheiratet, hat zwei 1996 und 1999 geborene Töchter und wohnt in Schaffhausen. Im Militär hat er den Rang eines Hauptmanns.